# Mesa Air Group
Mesa Air Group, Inc. ist die Dachgesellschaft der Fluggesellschaften Mesa Airlines, Freedom Airlines und Air Midwest mit Sitz in Phoenix, Arizona, USA. Anfang 2010 musste das Unternehmen Insolvenz nach Chapter 11 des US-amerikanischen Insolvenzrechts anmelden.

## Bereich
Sie ist eine Aktiengesellschaft und betreibt neben den Fluggesellschaften eine Anzahl von Flugservicegesellschaften. Die Fluggesellschaften fliegen hauptsächlich unter den Namen US Airways Express, United Express und Delta Connection zu 148 Zielen in 38 Staaten der USA sowie Mexiko und Kanada.
Die Mesa Air Group betreibt eine Flotte von etwa 140 Flugzeugen. Eigentlich gehört sie zu den sogenannten Major Airlines, bezogen auf Bilanzsumme, Flugnetz und Mitarbeiterzahl. Da sie aber nur mit Flugzeugen mit einem Sitzplatzangebot von unter Hundert betreibt, wird sie als diese nicht geführt.

## Geschichte
Die Gesellschaft entstand 1980 als JB Aviation mit Basis und Sitz am Farmington Four Season Regional Airport, New Mexico, von Larry und Janie Risley mit einem Kapital von $ 140.000 mit einer Piper PA-31 Navajo Chieftain.
1984 erhielt Mesa vom Civil Aeronautics Board ihren ersten Essential-Air-Service-Vertrag. Die Flugziele waren Roswell, Hobbs und Carlsbad, gefolgt von einem zweiten Vertrag für die Ziele Silver City, Alamogordo, Las Cruces und Gallup.
1987 ging Mesa Air Shuttle als Mesa Air Group, Inc. mit 865.000 Aktien an die Börse.

## Tochtergesellschaften
Heute betreibt Mesa Air Group folgende Tochtergesellschaften:
| - Fluggesellschaften - Mesa Airlines, Inc. | - Weitere Gesellschaften - Mesa Pilot Development,Inc. - Regional Aircraft Service,Inc. - MAGI Insurance,Ltd. - Ritz Hotel Management Corp. - Mesa Air Group-Aircraft Inventory Management, LLC (MAG-AIM) | - Ehemalige Fluggesellschaften und Tochtergesellschaften - California Pacific - CCAir - Desert Sun Airlines - Florida Gulf Airline - Freedom Airlines, Inc.s - go! - Liberty Express Airlines - Mountain West Airlines - Skyway Airlines - Superior Airlines - WestAir Holdings,Inc. und WestAir Commuter Airlines - Desert Turbine Service - Four Corners Aviation - Mesa Leasing,Inc. - San Juan Pilot Training |

Mit der chinesischen Shenzhen Airlines wurde 2005 ein Joint Venture zum Aufbau der Kunpeng Airlines geschlossen. Im August 2008 gab die Mesa Air Group den Verkauf ihrer Anteile an Kunpeng Airlines an Shenzhen Airlines bekannt. Danach wurde die Kunpeng Airlines in Henan Airlines umbenannt.